# Karabin Hall M1819
Karabin Hall M1819 − jednostrzałowy karabin odtylcowy zaprojektowany przez kapitana Johna Halla, opatentowany 21 maja 1811 roku i wprowadzony do uzbrojenia Armii Stanów Zjednoczonych w 1819 r. Był to karabin z ruchomą komorą nabojową, znajdującą się w stalowym bloku zawierającym również mechanizm spustowo-uderzeniowy z zamkiem skałkowym, a później także kapiszonowym.

## Historia
W 1819 roku John Hall, po otrzymaniu kontraktu od Departamentu Wojny na wyprodukowanie 1000 karabinów swojego pomysłu, wykupił stary tartak w miejscowości Harpers Ferry w Zachodniej Wirginii nad rzeką Shenandoah. Posiadłość ta stała się siedzibą firmy Hall's Rifle Works.

Produkcja karabinów przypadła na lata 20. i 30. XIX wieku. Głównym problemem w wykonaniu karabinów, montowanych ręcznie przez odpowiednio przeszkolonych rzemieślników było uzyskanie wymaganej szczelności połączenia lufy z komorą nabojową, przy jednoczesnej konieczności zapewnienia małych oporów przy jej otwieraniu. Ostatecznie wykonano kilka tysięcy karabinów Halla, a dzięki niewątpliwym zaletom tej broni, stały się one podstawowym wyposażeniem piechoty, używano go aż do wojny secesyjnej. Produkowany był również karabinek kawaleryjski, różniący się od karabinu niegwintowaną, lecz nawierconą stożkowo lufą, co nadawało mu i tak dobrą celność na niewielkich dystansach. Doświadczenia zdobyte przez Halla podczas produkcji jego karabinu okazały się bardzo przydatne przy opracowywaniu nowych konstrukcji broni odtylcowej, takiej jak karabin Spencer i późniejsze.

## Opis konstrukcji

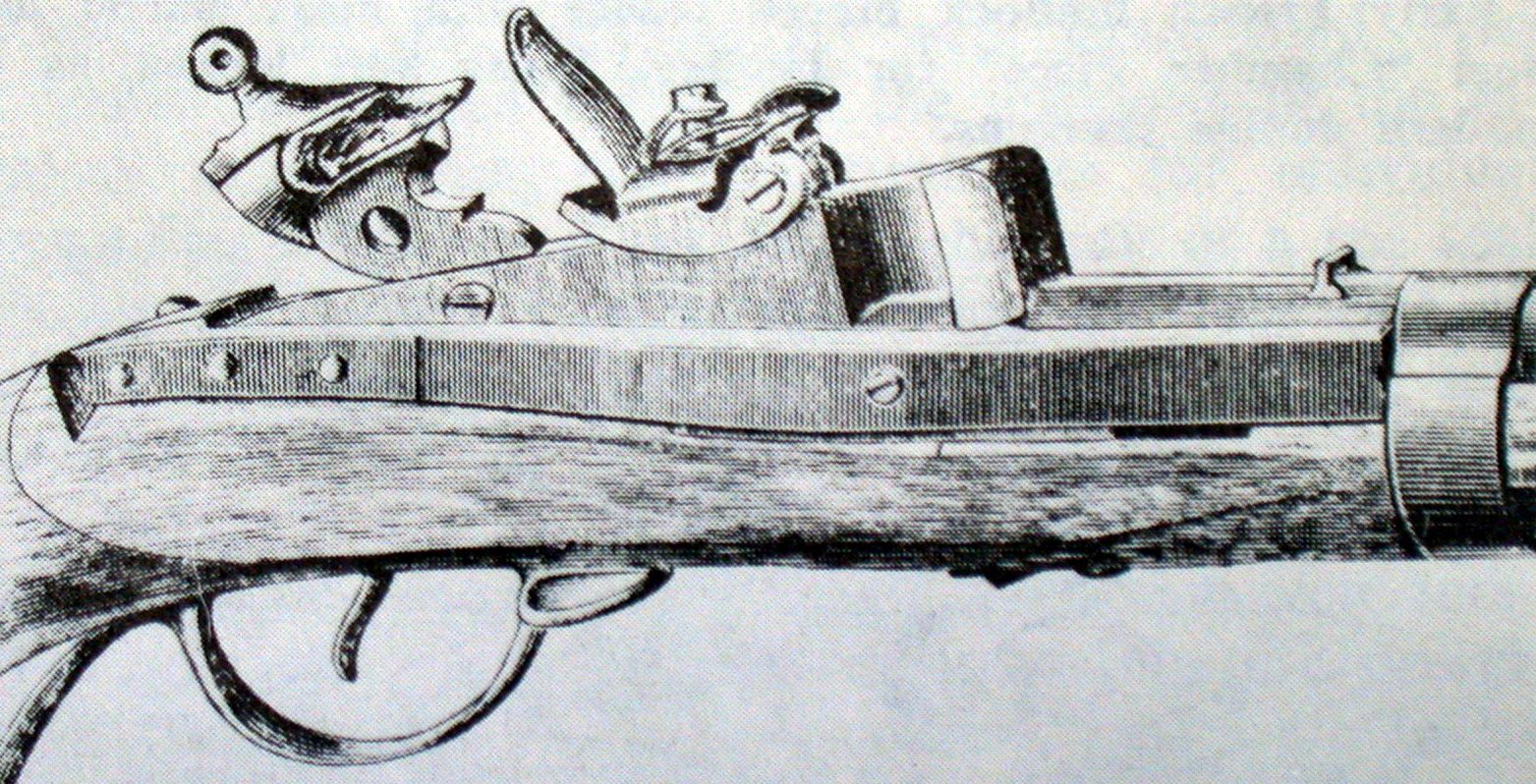
Zamek karabinu Hall

Zamek Halla stworzony dla odtylcówki zawierał mechanizm uderzeniowy, centralnie montowany kurek i krzesiwo, wszystko to obracało się na zamontowanej z tyłu śrubie na zawiasie. Aby załadować broń, żołnierz naciskał na sprężynującą dźwignię pod łożem broni i przekręcał blok do góry. Odmierzona ilość prochu była wsypywana do komory (albo z prochownicy, albo z papierowego ładunku) i następnie wsuwano bezpiecznie kulę. Blok był zamykany, panewka podsypywana i broń była gotowa do strzału. Przy pewnej wprawie karabin Halla mógł być załadowany kilkukrotnie szybciej niż standardowy, odprzodowy, gładkolufowy muszkiet lub ładowana na flejtuch gwintówka. Początkowo stosowany mechanizm zamka skałkowego zastąpiono kapiszonowym. Tylną część lufy stanowiła komora nabojowa, która była zamocowana na osi umożliwiającej jej obrót i otworzenie w taki sposób, że możliwe było włożenie ładunku prochowego i kuli od przodu komory. Sposób ładowania broni pozostał właściwie taki sam jak broni odprzodowej, ale na krótszym odcinku. Bardzo podobnie ładowało się komory nabojowe w bębenkach ówczesnych rewolwerów kapiszonowych.
Aby zrozumieć zasadę działania karabinu Halla, należy sobie wyobrazić krótki jednostrzałowy pistolet odprzodowy, do którego dołączono drugą, długą lufę. Lufa miała szesnaście gwintów, jednakże pierwsze 1½ cala były gładkie, dla ułatwienia ładowania.

## Użycie bojowe
Karabin Halla wz. 1819 był używany między innymi podczas drugiej wojny seminolskiej (1836−1842).